# Duvan (galleria)
Galleria Duvan är en galleria i Tingvallastaden i centrala Karlstad. Gallerian består bland annat av apotek, klädaffärer och restauranger.